# Анке Губер
Анке Губер (нім. Anke Huber) — німецька тенісистка 1990-х років, фіналістка Відкритого чемпіонату Австралії, переможниця Кубка Федерації та Кубка Гопмана в складі німецької команди.
Найвищим досягненням Губер у турнірах Великого шолома був вихід у фінал Відкритого чемпіонату Австралії 1996 року, де вона програла Моніці Селеш. 1992 року Губер входила, разом зі Штеффі Граф, до складу німецької команди, що виграла Кубок Федерації, а 1995 року вона разом із Борисом Беккером виграла Кубок Гопмана.

## Значні фінали

### Фінали турнірів Великого шолома

#### Одиночний розряд: 1 фінал
| Результат | Рік  | Турнір          | Поверхня | Супротивниця | Рахунок  |
| --------- | ---- | --------------- | -------- | ------------ | -------- |
| Поразка   | 1996 | Australian Open | Хард     | Моніка Селеш | 4–6, 1–6 |

### Підсумкові турніри року

#### Одиночний розряд: 1 фінал
| Результат | Рік  | Турнір   | Поверхня  | Супротивниця | Рахунок                 |
| --------- | ---- | -------- | --------- | ------------ | ----------------------- |
| Поразка   | 1995 | Нью-Йорк | Килим (I) | Штеффі Граф  | 1–6, 6–2, 1–6, 6–4, 3–6 |